# Jakub Błaszczykowski
Jakub 'Kuba' Błaszczykowski (uitspraak: [ˈjakub kuˈba bwaʂtʂɨˈkɔfski] hoorⓘ, ong. jakoep 'koeba' bwasjtjekofskie) (Truskolasy, 14 december 1985) is een voormalig Pools voetballer die doorgaans op de rechtervleugel speelde. Hij verruilde VfL Wolfsburg in februari 2019 voor Wisła Kraków. Błaszczykowski debuteerde in maart 2006 in het Pools voetbalelftal.
Błaszczykowski werd in 2008 en 2010 uitgeroepen tot Pools voetballer van het jaar. Met 108 interlands was hij recordinternational van het Pools voetbalelftal tot hij in oktober 2019 werd voorbijgestreefd door Robert Lewandowski. Hij kwam met Polen uit op het EK 2012, EK 2016 en het WK 2018.

## Clubcarrière
Błaszczykowski's voetbalcarrière begon in 1993 bij Raków Częstochowa. Hij speelde daar acht jaar lang. Later speelde hij nog bij Górnik Zabrze en KS Częstochowa. In 2005 werd hij uitgenodigd om te testen bij Wisła Kraków, dat hem daarop in de selectie opnam. Hij debuteerde voor de Poolse meervoudig landskampioen op 20 maart 2005. Błaszczykowski speelde 51 wedstrijden voor Wisła, waarin hij driemaal scoorde. Hij won met Wisła Kraków het Pools landskampioenschap in 2005.
Borussia Dortmund nam Błaszczykowski in januari 2007 voor €3,2 miljoen over en legde hem vast voor in eerste instantie vier jaar. Hij maakte zijn eerste doelpunt voor de club op 25 april 2008 en speelde zich er in de basis. Voor Dortmund ging hij zijn bijnaam Kuba dragen. Dit werd verzocht door zijn club, omdat Duitse voetbalfans en commentatoren moeite zouden hebben met het uitspreken van "Błaszczykowski"; Kuba is in het Pools een afkorting van Jakub. Błaszczykowski speelde acht seizoenen voor Dortmund, waarmee hij in 2010/11 en 2011/12 Duits landskampioen werd en in 2012/13 de finale van de UEFA Champions League haalde. De Duitse club verhuurde hem gedurende het seizoen 2015/16 aan Fiorentina.
Błaszczykowski tekende in juli 2016 een contract tot medio 2019 bij VfL Wolfsburg, de nummer acht van de Bundesliga in het voorgaande seizoen. Het betaalde circa €5.000.000,- voor hem aan Borussia Dortmund. In januari 2019 werd zijn contract ontbonden. Hij keerde op 7 februari 2019 terug bij Wisła Kraków.
Op 23 juli 2023, beëindigde Błaszczykowski zijn carrière als profvoetballer.

## Clubstatistieken
| Seizoen         | Club              | Competitie      | Competitie | Competitie | Beker | Beker | Internationaal | Internationaal | Overig | Overig | Totaal | Totaal |
| Seizoen         | Club              | Competitie      | Wed.       | Dlp.       | Wed.  | Dlp.  | Wed.           | Dlp.           | Wed.   | Dlp.   | Wed.   | Dlp.   |
| --------------- | ----------------- | --------------- | ---------- | ---------- | ----- | ----- | -------------- | -------------- | ------ | ------ | ------ | ------ |
| 2002/03         | KS Częstochowa    | III liga        | 2          | 0          | –     | –     | –              | –              | –      | –      | 2      | 0      |
| 2003/04         | KS Częstochowa    | III liga        | 13         | 5          | –     | –     | –              | –              | –      | –      | 13     | 5      |
| 2004/05         | KS Częstochowa    | III liga        | 9          | 6          | –     | –     | –              | –              | –      | –      | 25     | 8      |
| 2004/05         | Wisła Kraków      | Ekstraklasa     | 11         | 1          | 4     | 1     | –              | –              | –      | –      | 15     | 2      |
| 2005/06         | Wisła Kraków      | Ekstraklasa     | 17         | 0          | 2     | 0     | 1              | 0              | –      | –      | 20     | 0      |
| 2006/07         | Wisła Kraków      | Ekstraklasa     | 23         | 2          | 1     | 0     | 8              | 0              | –      | –      | 32     | 2      |
| 2007/08         | Borussia Dortmund | Bundesliga      | 24         | 1          | 3     | 0     | –              | –              | –      | –      | 27     | 1      |
| 2008/09         | Borussia Dortmund | Bundesliga      | 27         | 3          | 0     | 0     | 0              | 0              | –      | –      | 27     | 3      |
| 2009/10         | Borussia Dortmund | Bundesliga      | 32         | 1          | 2     | 0     | –              | –              | –      | –      | 34     | 1      |
| 2010/11         | Borussia Dortmund | Bundesliga      | 29         | 3          | 1     | 0     | 7              | 0              | –      | –      | 37     | 3      |
| 2011/12         | Borussia Dortmund | Bundesliga      | 29         | 6          | 6     | 0     | 5              | 1              | –      | –      | 40     | 7      |
| 2012/13         | Borussia Dortmund | Bundesliga      | 27         | 11         | 4     | 2     | 10             | 1              | –      | –      | 41     | 14     |
| 2013/14         | Borussia Dortmund | Bundesliga      | 16         | 2          | 2     | 0     | 6              | 1              | –      | –      | 24     | 3      |
| 2014/15         | Borussia Dortmund | Bundesliga      | 13         | 0          | 4     | 0     | 3              | 0              | –      | –      | 20     | 0      |
| 2015/16         | → ACF Fiorentina  | Serie A         | 15         | 2          | 0     | 0     | 5              | 0              | –      | –      | 20     | 2      |
| 2016/17         | VfL Wolfsburg     | Bundesliga      | 28         | 0          | 2     | 0     | –              | –              | –      | –      | 30     | 0      |
| 2017/18         | VfL Wolfsburg     | Bundesliga      | 11         | 1          | 2     | 0     | –              | –              | –      | –      | 13     | 1      |
| 2018/19         | VfL Wolfsburg     | Bundesliga      | 1          | 0          | 1     | 0     | –              | –              | –      | –      | 2      | 0      |
| 2018/19         | Wisła Kraków      | Ekstraklasa     | 8          | 5          | 0     | 0     | –              | –              | –      | –      | 8      | 5      |
| 2019/20         | Wisła Kraków      | Ekstraklasa     | 4          | 0          | 0     | 0     | –              | –              | –      | –      | 4      | 0      |
| Carrière totaal | Carrière totaal   | Carrière totaal | 339        | 48         | 34    | 4     | 45             | 3              | 0      | 0      | 418    | 55     |

Bijgewerkt tot en met 27 september 2019.

## Interlandcarrière

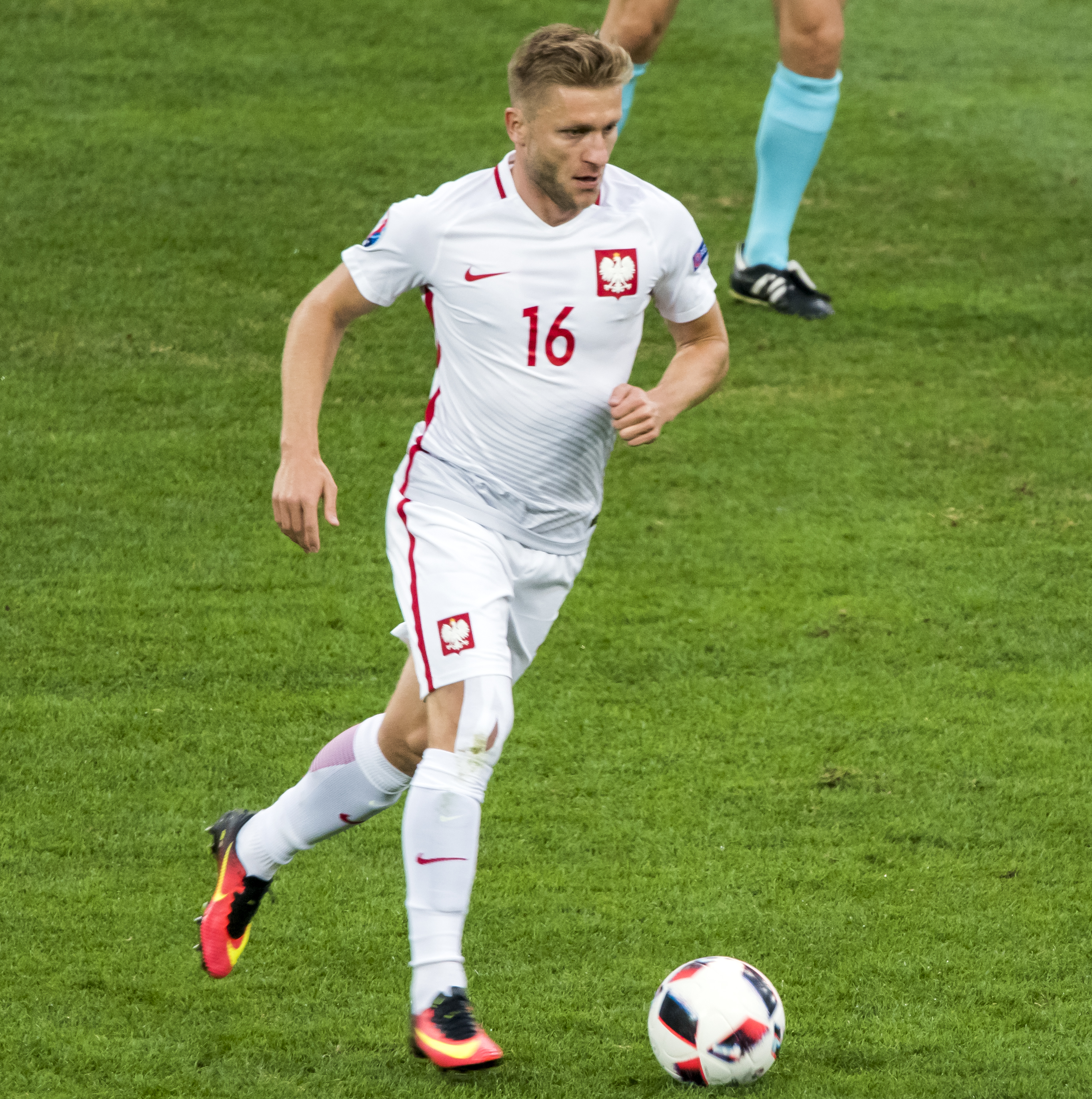
Błaszczykowski met Polen op het EK 2016.

Błaszczykowski maakte op 28 maart 2006 tegen Saoedi-Arabië zijn debuut in het Pools voetbalelftal, net als doelman Łukasz Fabiański (Legia Warschau) en aanvaller Łukasz Sosin (Apollon Limassol). Zijn eerste interlanddoelpunt volgde op 2 augustus 2007 tegen Rusland. Hij maakte deel uit van de Poolse nationale ploeg die zich kwalificeerde voor het EK 2008. Wegens een blessure was hij niet beschikbaar voor het toernooi zelf. Op het EK 2012 in eigen land speelde hij als aanvoerder alle drie de groepswedstrijden en maakte een van de belangrijkste doelpunten in de geschiedenis voor het gastland tegen aartsrivaal Rusland. Tussen 2011 en 2013 was Błaszczykowski de vaste aanvoerder van het nationaal elftal. Met Polen nam hij in juni 2016 deel aan het Europees kampioenschap voetbal 2016 in Frankrijk. Hierop reikte hij met zijn landgenoten tot de kwartfinales. Portugal schakelde Polen daarin uit middels een beslissende strafschoppenserie. Błaszczykowski was daarbij de enige speler die een penalty miste.
Op 11 oktober 2018 kwam Błaszczykowski als invaller binnen de lijnen in een Nations League-wedstrijd tegen Portugal. Het was zijn 103e interland, waarmee hij Michał Żewłakow voorbijstreefde en alleen recordinternational werd. Hij werd in oktober 2019 zelf voorbijgestreefd door Robert Lewandowski. Die speelde toen zijn 109e interland, terwijl Błaszczykowski op 108 stond. Dat bleef hij ook staan tot hij op 16 juni 2023 tijdens een oefeninterland tegen Duitsland (1–0 winst) nog zestien minuten (verwijzend naar zijn rugnummer) mocht spelen als officieel afscheid van het Pools voetbalelftal.
| Interlands van Jakub Błaszczykowski voor Polen | Interlands van Jakub Błaszczykowski voor Polen | Interlands van Jakub Błaszczykowski voor Polen | Interlands van Jakub Błaszczykowski voor Polen | Interlands van Jakub Błaszczykowski voor Polen | Interlands van Jakub Błaszczykowski voor Polen | Interlands van Jakub Błaszczykowski voor Polen |
| №                                              | Datum                                          | Wedstrijd                                      | Uitslag                                        | Soort wedstrijd                                | Doelpunten                                     |                                                |
| Als speler bij Wisła Kraków                    | Als speler bij Wisła Kraków                    | Als speler bij Wisła Kraków                    | Als speler bij Wisła Kraków                    | Als speler bij Wisła Kraków                    | Als speler bij Wisła Kraków                    | Als speler bij Wisła Kraków                    |
| ---------------------------------------------- | ---------------------------------------------- | ---------------------------------------------- | ---------------------------------------------- | ---------------------------------------------- | ---------------------------------------------- | ---------------------------------------------- |
| 1.                                             | 28 maart 2006                                  | Saoedi-Arabië – Polen                          | 1 – 2                                          | Vriendschappelijk                              |                                                |                                                |
| 2.                                             | 2 september 2006                               | Polen – Finland                                | 1 – 3                                          | Kwalificatie EK 2008                           |                                                |                                                |
| 3.                                             | 6 september 2006                               | Polen – Servië                                 | 1 – 1                                          | Kwalificatie EK 2008                           |                                                |                                                |
| 4.                                             | 7 oktober 2006                                 | Kazachstan – Polen                             | 0 – 1                                          | Kwalificatie EK 2008                           |                                                |                                                |
| 5.                                             | 11 oktober 2006                                | Polen – Portugal                               | 2 – 1                                          | Kwalificatie EK 2008                           |                                                |                                                |
| 6.                                             | 15 november 2006                               | België – Polen                                 | 0 – 1                                          | Kwalificatie EK 2008                           |                                                |                                                |
| 7.                                             | 28 maart 2007                                  | Polen – Armenië                                | 1 – 0                                          | Kwalificatie EK 2008                           |                                                |                                                |
| 8.                                             | 2 juni 2007                                    | Azerbeidzjan – Polen                           | 1 – 3                                          | Kwalificatie EK 2008                           |                                                |                                                |
| 9.                                             | 6 juni 2007                                    | Armenië – Polen                                | 1 – 0                                          | Kwalificatie EK 2008                           |                                                |                                                |
| Als speler bij Borussia Dortmund               |                                                |                                                |                                                |                                                |                                                |                                                |
| 10.                                            | 22 augustus 2007                               | Rusland – Polen                                | 2 – 2                                          | Vriendschappelijk                              | 77'                                            |                                                |
| 11.                                            | 8 september 2007                               | Portugal – Polen                               | 2 – 2                                          | Kwalificatie EK 2008                           |                                                |                                                |
| 12.                                            | 12 september 2007                              | Finland – Polen                                | 0 – 0                                          | Kwalificatie EK 2008                           |                                                |                                                |
| 13.                                            | 17 november 2007                               | Polen – België                                 | 2 – 0                                          | Kwalificatie EK 2008                           |                                                |                                                |
| 14.                                            | 20 augustus 2008                               | Oekraïne – Polen                               | 1 – 0                                          | Vriendschappelijk                              |                                                |                                                |
| 15.                                            | 6 september 2008                               | Polen – Slovenië                               | 1 – 1                                          | Kwalificatie WK 2010                           |                                                |                                                |
| 16.                                            | 10 september 2008                              | San Marino – Polen                             | 0 – 2                                          | Kwalificatie WK 2010                           |                                                |                                                |
| 17.                                            | 11 oktober 2008                                | Polen – Tsjechië                               | 2 – 1                                          | Kwalificatie WK 2010                           | 53'                                            |                                                |
| 18.                                            | 15 oktober 2008                                | Slowakije – Polen                              | 2 – 1                                          | Kwalificatie WK 2010                           |                                                |                                                |
| 19.                                            | 19 november 2008                               | Ierland – Polen                                | 2 – 3                                          | Vriendschappelijk                              |                                                |                                                |
| 20.                                            | 28 maart 2009                                  | Noord-Ierland – Polen                          | 3 – 2                                          | Kwalificatie WK 2010                           |                                                |                                                |
| 21.                                            | 1 april 2009                                   | Polen – San Marino                             | 10 – 0                                         | Kwalificatie WK 2010                           |                                                |                                                |
| 22.                                            | 12 augustus 2009                               | Polen – Griekenland                            | 2 – 0                                          | Vriendschappelijk                              |                                                |                                                |
| 23.                                            | 5 september 2009                               | Polen – Noord-Ierland                          | 1 – 1                                          | Kwalificatie WK 2010                           |                                                |                                                |
| 24.                                            | 9 september 2009                               | Slovenië – Polen                               | 3 – 0                                          | Kwalificatie WK 2010                           |                                                |                                                |
| 25.                                            | 10 oktober 2009                                | Tsjechië – Polen                               | 2 – 0                                          | Kwalificatie WK 2010                           |                                                |                                                |
| 26.                                            | 14 oktober 2009                                | Polen – Slowakije                              | 0 – 1                                          | Kwalificatie WK 2010                           |                                                |                                                |
| 27.                                            | 14 november 2009                               | Polen – Roemenië                               | 0 – 1                                          | Vriendschappelijk                              |                                                |                                                |
| 28.                                            | 3 maart 2010                                   | Polen – Bulgarije                              | 2 – 0                                          | Vriendschappelijk                              | 42'                                            |                                                |
| 29.                                            | 29 mei 2010                                    | Polen – Finland                                | 0 – 0                                          | Vriendschappelijk                              |                                                |                                                |
| 30.                                            | 2 juni 2010                                    | Polen – Servië                                 | 0 – 0                                          | Vriendschappelijk                              |                                                |                                                |
| 31.                                            | 8 juni 2010                                    | Spanje – Polen                                 | 6 – 0                                          | Vriendschappelijk                              |                                                |                                                |
| 32.                                            | 11 augustus 2010                               | Polen – Kameroen                               | 0 – 3                                          | Vriendschappelijk                              |                                                |                                                |
| 33.                                            | 4 september 2010                               | Polen – Oekraïne                               | 1 – 1                                          | Vriendschappelijk                              |                                                |                                                |
| 34.                                            | 7 september 2010                               | Polen – Australië                              | 1 – 2                                          | Vriendschappelijk                              |                                                |                                                |
| 35.                                            | 9 oktober 2010                                 | Verenigde Staten – Polen                       | 2 – 2                                          | Vriendschappelijk                              | 73'                                            |                                                |
| 36.                                            | 17 november 2010                               | Polen – Ivoorkust                              | 3 – 1                                          | Vriendschappelijk                              |                                                |                                                |
| 37.                                            | 9 februari 2011                                | Polen – Noorwegen                              | 1 – 0                                          | Vriendschappelijk                              |                                                |                                                |
| 38.                                            | 25 maart 2011                                  | Litouwen – Polen                               | 2 – 0                                          | Vriendschappelijk                              |                                                |                                                |
| 39.                                            | 29 maart 2011                                  | Griekenland – Polen                            | 0 – 0                                          | Vriendschappelijk                              |                                                |                                                |
| 40.                                            | 5 juni 2011                                    | Polen – Argentinië                             | 2 – 1                                          | Vriendschappelijk                              |                                                |                                                |
| 41.                                            | 9 juni 2011                                    | Polen – Frankrijk                              | 0 – 1                                          | Vriendschappelijk                              |                                                |                                                |
| 42.                                            | 10 augustus 2011                               | Polen – Georgië                                | 1 – 0                                          | Vriendschappelijk                              | 36'                                            |                                                |
| 43.                                            | 2 september 2011                               | Polen – Mexico                                 | 1 – 1                                          | Vriendschappelijk                              |                                                |                                                |
| 44.                                            | 6 september 2011                               | Polen – Duitsland                              | 2 – 2                                          | Vriendschappelijk                              | 90+1' (pen.)                                   |                                                |
| 45.                                            | 7 oktober 2011                                 | Zuid-Korea – Polen                             | 2 – 2                                          | Vriendschappelijk                              | 84'                                            |                                                |
| 46.                                            | 11 oktober 2011                                | Wit-Rusland – Polen                            | 0 – 2                                          | Vriendschappelijk                              | 31'                                            |                                                |
| 47.                                            | 11 november 2011                               | Polen – Italië                                 | 0 – 2                                          | Vriendschappelijk                              |                                                |                                                |
| 48.                                            | 15 november 2011                               | Polen – Hongarije                              | 2 – 0                                          | Vriendschappelijk                              |                                                |                                                |
| 49.                                            | 29 februari 2012                               | Polen – Portugal                               | 0 – 0                                          | Vriendschappelijk                              |                                                |                                                |
| 50.                                            | 26 mei 2012                                    | Polen – Slowakije                              | 1 – 0                                          | Vriendschappelijk                              |                                                |                                                |
| 51.                                            | 2 juni 2012                                    | Polen – Andorra                                | 4 – 0                                          | Vriendschappelijk                              | 39' (pen.)                                     |                                                |
| 52.                                            | 8 juni 2012                                    | Polen – Griekenland                            | 1 – 1                                          | EK 2012                                        |                                                |                                                |
| 53.                                            | 12 juni 2012                                   | Polen – Rusland                                | 1 – 1                                          | EK 2012                                        | 57'                                            |                                                |
| 54.                                            | 16 juni 2012                                   | Polen – Tsjechië                               | 0 – 1                                          | EK 2012                                        |                                                |                                                |
| 55.                                            | 15 augustus 2012                               | Estland – Polen                                | 1 – 0                                          | Vriendschappelijk                              |                                                |                                                |
| 56.                                            | 7 september 2012                               | Montenegro – Polen                             | 2 – 2                                          | Kwalificatie WK 2014                           | 6' (pen.)                                      |                                                |
| 57.                                            | 11 september 2012                              | Polen – Moldavië                               | 2 – 0                                          | Kwalificatie WK 2014                           | 33' (pen.)                                     |                                                |
| 58.                                            | 14 november 2012                               | Polen – Uruguay                                | 1 – 3                                          | Vriendschappelijk                              |                                                |                                                |
| 59.                                            | 6 februari 2013                                | Ierland – Polen                                | 2 – 0                                          | Vriendschappelijk                              |                                                |                                                |
| 60.                                            | 22 maart 2013                                  | Polen – Oekraïne                               | 1 – 3                                          | Kwalificatie WK 2014                           |                                                |                                                |
| 61.                                            | 7 juni 2013                                    | Moldavië – Polen                               | 1 – 1                                          | Kwalificatie WK 2014                           | 7'                                             |                                                |
| 62.                                            | 14 augustus 2013                               | Polen – Denemarken                             | 3 – 2                                          | Vriendschappelijk                              |                                                |                                                |
| 63.                                            | 6 september 2013                               | Polen – Montenegro                             | 1 – 1                                          | Kwalificatie WK 2014                           |                                                |                                                |
| 64.                                            | 10 september 2013                              | San Marino – Polen                             | 1 – 5                                          | Kwalificatie WK 2014                           | 23'                                            |                                                |
| 65.                                            | 11 oktober 2013                                | Oekraïne – Polen                               | 1 – 0                                          | Kwalificatie WK 2014                           |                                                |                                                |
| 66.                                            | 15 oktober 2013                                | Engeland – Polen                               | 2 – 0                                          | Kwalificatie WK 2014                           |                                                |                                                |
| 67.                                            | 15 november 2013                               | Polen – Slowakije                              | 0 – 2                                          | Vriendschappelijk                              |                                                |                                                |
| 68.                                            | 19 november 2013                               | Polen – Ierland                                | 0 – 0                                          | Vriendschappelijk                              |                                                |                                                |
| 69.                                            | 13 juni 2015                                   | Polen – Georgië                                | 4 – 0                                          | Kwalificatie EK 2016                           |                                                |                                                |
| 70.                                            | 16 juni 2015                                   | Polen – Griekenland                            | 0 – 0                                          | Vriendschappelijk                              |                                                |                                                |
| Als speler bij ACF Fiorentina                  |                                                |                                                |                                                |                                                |                                                |                                                |
| 71.                                            | 4 september 2015                               | Duitsland – Polen                              | 3 – 1                                          | Kwalificatie EK 2016                           |                                                |                                                |
| 72.                                            | 7 september 2015                               | Polen – Gibraltar                              | 8 – 1                                          | Kwalificatie EK 2016                           | 59'                                            |                                                |
| 73.                                            | 8 oktober 2015                                 | Schotland – Polen                              | 2 – 2                                          | Kwalificatie EK 2016                           |                                                |                                                |
| 74.                                            | 11 oktober 2015                                | Polen – Ierland                                | 2 – 1                                          | Kwalificatie EK 2016                           |                                                |                                                |
| 75.                                            | 13 november 2015                               | Polen – IJsland                                | 4 – 2                                          | Vriendschappelijk                              |                                                |                                                |
| 76.                                            | 23 maart 2016                                  | Polen – Servië                                 | 1 – 0                                          | Vriendschappelijk                              |                                                |                                                |
| 77.                                            | 26 maart 2016                                  | Polen – Finland                                | 5 – 0                                          | Vriendschappelijk                              |                                                |                                                |
| 78.                                            | 1 juni 2016                                    | Polen – Nederland                              | 1 – 2                                          | Vriendschappelijk                              |                                                |                                                |
| 79.                                            | 6 juni 2016                                    | Polen – Litouwen                               | 0 – 0                                          | Vriendschappelijk                              |                                                |                                                |
| 80.                                            | 12 juni 2016                                   | Polen – Noord-Ierland                          | 1 – 0                                          | EK 2016                                        |                                                |                                                |
| 81.                                            | 16 juni 2016                                   | Duitsland – Polen                              | 0 – 0                                          | EK 2016                                        |                                                |                                                |
| 82.                                            | 21 juni 2016                                   | Oekraïne – Polen                               | 0 – 1                                          | EK 2016                                        | 54'                                            |                                                |
| 83.                                            | 25 juni 2016                                   | Zwitserland – Polen                            | 1 – 1 (4–5 n.s.)                               | EK 2016                                        | 39'                                            |                                                |
| 84.                                            | 30 juni 2016                                   | Polen – Portugal                               | 1 – 1 (3–5 n.s.)                               | EK 2016                                        |                                                |                                                |
| Als speler bij VfL Wolfsburg                   |                                                |                                                |                                                |                                                |                                                |                                                |
| 85.                                            | 4 september 2016                               | Kazachstan – Polen                             | 2 – 2                                          | Kwalificatie WK 2018                           |                                                |                                                |
| 86.                                            | 8 oktober 2016                                 | Polen – Denemarken                             | 3 – 2                                          | Kwalificatie WK 2018                           |                                                |                                                |
| 87.                                            | 11 oktober 2016                                | Polen – Armenië                                | 2 – 1                                          | Kwalificatie WK 2018                           |                                                |                                                |
| 88.                                            | 11 november 2016                               | Roemenië – Polen                               | 0 – 3                                          | Kwalificatie WK 2018                           |                                                |                                                |
| 89.                                            | 14 november 2016                               | Polen – Slovenië                               | 1 – 1                                          | Vriendschappelijk                              |                                                |                                                |
| 90.                                            | 26 maart 2017                                  | Montenegro – Polen                             | 1 – 2                                          | Kwalificatie WK 2018                           |                                                |                                                |
| 91.                                            | 10 juni 2017                                   | Polen – Roemenië                               | 3 – 1                                          | Kwalificatie WK 2018                           |                                                |                                                |
| 92.                                            | 1 september 2017                               | Denemarken – Polen                             | 4 – 0                                          | Kwalificatie WK 2018                           |                                                |                                                |
| 93.                                            | 4 september 2017                               | Polen – Kazachstan                             | 3 – 0                                          | Kwalificatie WK 2018                           |                                                |                                                |
| 94.                                            | 5 oktober 2017                                 | Armenië – Polen                                | 1 – 6                                          | Kwalificatie WK 2018                           | 58'                                            |                                                |
| 95.                                            | 8 oktober 2017                                 | Polen – Montenegro                             | 4 – 2                                          | Kwalificatie WK 2018                           |                                                |                                                |
| 96.                                            | 10 november 2017                               | Polen – Uruguay                                | 0 – 0                                          | Vriendschappelijk                              |                                                |                                                |
| 97.                                            | 13 november 2017                               | Polen – Mexico                                 | 0 – 1                                          | Vriendschappelijk                              |                                                |                                                |
| 98.                                            | 8 juni 2018                                    | Polen – Chili                                  | 2 – 2                                          | Vriendschappelijk                              |                                                |                                                |
| 99.                                            | 12 juni 2018                                   | Polen – Litouwen                               | 4 – 0                                          | Vriendschappelijk                              | 82' (pen.)                                     |                                                |
| 100.                                           | 19 juni 2018                                   | Polen – Senegal                                | 1 – 2                                          | WK 2018                                        |                                                |                                                |
| 101.                                           | 7 september 2018                               | Italië – Polen                                 | 1 – 1                                          | Nations League 2018/19                         |                                                |                                                |
| 102.                                           | 11 september 2018                              | Polen – Ierland                                | 0 – 1                                          | Vriendschappelijk                              |                                                |                                                |
| 103.                                           | 11 oktober 2018                                | Polen – Portugal                               | 2 – 3                                          | Nations League 2018/19                         | 77'                                            |                                                |
| 104.                                           | 14 oktober 2018                                | Polen – Italië                                 | 0 – 1                                          | Nations League 2018/19                         |                                                |                                                |
| 105.                                           | 15 november 2018                               | Polen – Tsjechië                               | 0 – 1                                          | Vriendschappelijk                              |                                                |                                                |
| Als speler bij Wisła Kraków                    |                                                |                                                |                                                |                                                |                                                |                                                |
| 106.                                           | 24 maart 2019                                  | Polen – Letland                                | 2 – 0                                          | Kwalificatie EK 2020                           |                                                |                                                |
| 107.                                           | 6 september 2019                               | Slovenië – Polen                               | 2 – 0                                          | Kwalificatie EK 2020                           |                                                |                                                |
| 108.                                           | 9 september 2019                               | Polen – Oostenrijk                             | 0 – 0                                          | Kwalificatie EK 2020                           |                                                |                                                |
| 109.                                           | 16 juni 2023                                   | Polen – Duitsland                              | 1 – 0                                          | Vriendschappelijk                              |                                                |                                                |

## Persoonlijk leven
Błaszczykowski zag op elfjarige leeftijd hoe zijn vader Zygmunt zijn moeder Anna doodstak met een mes. Zijn vader ging naar de gevangenis, waarna Błaszczykowski en zijn oudere broer door hun grootmoeder werden grootgebracht. Błaszczykowski zocht nadien geen contact meer met zijn vader. Als devoot katholiek leest hij elke dag de Bijbel.

## Erelijst
| Competitie           |              |                  |              |              |
| Competitie           | Aantal       | Jaren            |              |              |
| Wisła Kraków         | Wisła Kraków | Wisła Kraków     | Wisła Kraków | Wisła Kraków |
| -------------------- | ------------ | ---------------- | ------------ | ------------ |
| Kampioen Ekstraklasa | 1x           | 2004/05          |              |              |
| Borussia Dortmund    |              |                  |              |              |
| Kampioen Bundesliga  | 2x           | 2010/11, 2011/12 |              |              |
| DFB-Pokal            | 1x           | 2011/12          |              |              |
| DFL-Supercup         | 1x           | 2013             |              |              |

- Pools voetballer van het jaar: 2008, 2010